# Bízd a hackerre!
A Bízd a hackerre! (eredeti cím: Antitrust) 2001-ben bemutatott amerikai thriller, melyet Howard Franklin forgatókönyvéből Peter Howitt rendezett. A főbb szerepekben Ryan Phillippe, Rachael Leigh Cook, Claire Forlani és Tim Robbins látható.
Az Amerikai Egyesült Államokban 2001. január 12-én bemutatott film összességében negatív kritikákat kapott.

## Cselekmény
|  | Alább a cselekmény részletei következnek! |

Milo Hoffmann és társai szeretnének egy médiatovábbító rendszert készíteni. Nyílt forrással adnák ki, „Az emberi tudás az egész világ tulajdona”. Őt és barátját, Teddy Chint meghívja magához Gary Winston, a NURV tulajdonosa. Teddy nem szeretne részt venni a nem nyílt forrású projektben, így ő nem megy el. Milo azonban a nagy lehetőséget látva elmegy a céghez. Kap egy szolgálati lakást, ahová barátnőjét, Alice Poulsont is magával viszi. Már a beköltözéskor jön a titkosszolgálattól egy férfi, aki azt kéri tőle, kémkedjen, és ha valami gyanúsat talál, jelezze nekik. Milo visszautasítja az ajánlatot. Egyre gyakrabban kap CD-ket Garytől, amelyek forrásáról semmit sem tud. Milo már egy ideje dolgozik a cégnél, amikor váratlanul meggyilkolják Teddyt. Másik barátjával, Briannel az utcán állnak, amikor elmondja neki Brian, hogy már a végén járt a dolognak: „A választ nem a burkolat rejti, hanem a sávszélesség.” Milo másnap épp a büfében van, amikor Gary ad neki egy új anyagot, és mondja, hogy rájött, teljesen rosszul gondolkodtak eddig: „A választ nem a burkolat rejti, hanem a sávszélesség.” Milo elkezd gyanakodni. Kicselezve a biztonsági szolgálatot, sikerül beléptetőkártyához jutnia, a kamerákat egy korábbi időpontra állítja vissza. Éjjel bemegy a napközis részlegbe, majd titkos adatokat talál barátnőjéről, a munkatársakról, Teddyről, és még saját magáról is. Rájön, hogy tudnak a nagyon súlyos szezámmag-allergiájáról is, semmi sem titok a NURV előtt. A barátnője osztályzatait feljavította egy bizonyos ND47-es. Másnap elmegy a titkosszolgálathoz, hogy bejelentse az éjjel látott dolgokat. Azonban, mialatt vár Mr. Bartonra, meglátja őt egy régebbi fényképen futballmezben, és a ruhán rajta van az ND47-es kódjel. Az ügynök elmondja neki, hogy már megvannak a tettesek. Milo megpróbálja ellopni a Cerebellum nevű szervert a NURV központjából, de Bob Shrot, a biztonsági őr megállítja őt, mivel a belépéseket figyelte, hogy Milo ne tudjon még egyszer beszökni a 21-es épületbe, ahol a napközis részleg található. Milo elmagyarázza neki a helyzetet, és végül Milo mellé áll.

## Szereplők
| Színész            | Szerep                       | Magyar hang       |
| ------------------ | ---------------------------- | ----------------- |
| Ryan Phillippe     | Milo Hoffmann                | Simonyi Balázs    |
| Rachael Leigh Cook | Lisa Calighan                | Nemes Takách Kata |
| Claire Forlani     | Alice Poulson (Rebecca Paul) | Roatis Andrea     |
| Tim Robbins        | Gary Winston                 | Koroknay Géza     |
| Douglas McFerran   | Bob Shrot                    | Balázsi Gyula     |
| Richard Roundtree  | Lyle Barton (ND47)           | Faragó András     |
| Tygh Runyan        | Larry Banks                  | Molnár Levente    |
| Yee Jee Tso        | Teddy Chin                   | Bartucz Attila    |
| Nate Dushku        | Brian Bissel                 | Bódy Gergely      |
| Ned Bellamy        | Phil Grimes                  | Fazekas István    |
| Tyler Labine       | Redmond Schmeichel           | Bodrogi Attila    |
| Scott Bellis       | Randy Sheringham             | Hegedűs Miklós    |
| David Lovgren      | Danny Solskjær               | F. Nagy Zoltán    |
| Peter Howitt       | csavargó (cameoszerep)       |                   |

## Érdekességek
- A film bemutatója után a NURV honlapját (www.nurv.com/org/net) keresők át lettek irányítva a Microsoft honlapjára.
- A filmben szereplő Tim Robbinsot néhányan Steve Jobsszal, az Apple alapítójával, míg mások Bill Gatesszel, a Microsoft alapítójával hasonlítják, viszont a gépeken Linuxra emlékeztető rendszerek vannak.
- A filmben Gary egyik beosztottját Redmondnak hívják. Redmondban van a Microsoft központja.

## Fordítás
- Ez a szócikk részben vagy egészben  az   Antitrust (film) című angol Wikipédia-szócikk fordításán alapul.  Az eredeti cikk szerkesztőit annak laptörténete sorolja fel. Ez a jelzés csupán a megfogalmazás eredetét és a szerzői jogokat jelzi, nem szolgál a cikkben szereplő információk forrásmegjelöléseként.